# OFFSystem
L’Owner-Free File System (OFFSystem ou bien OFF) est un système de partage de fichiers pair à pair chiffré et garantissant l'anonymat. Il a été conçu par le groupe de hackers the Digital Douwd.  Très similaire à Share, OFF est un projet open source.

## Fonctionnement
OFF fonctionne essentiellement sur le même principe que le masque unique, utilisé fréquemment pour chiffrer les messages durant la deuxième guerre mondiale. Un bloc de nombres aléatoires est associé à une clef. Comme les nombres dans le bloc de données sont aléatoires, seule la clef permet d'en connaître le sens.  Cela permet d'utiliser le même bloc avec plusieurs clefs pour représenter différentes parties de différents messages.
OFFsystem est un système en ligne pour stocker des blocs aléatoires de données dans des blocs de 128 kilooctets. En utilisant une clef, ces blocs aléatoires peuvent être ré-assemblés en un fichier précis. De ce fait, un bloc peut être utilisé pour reconstruire une partie d'un nombre infini de fichiers. De plus, il est impossible pour quiconque de revendiquer des droits sur un bloc. Les données stockées dans le système ne sont ni chiffrées, ni compressées, ni découpées car elles ne correspondent pas aux données insérées initialement.
Comme un fichier informatique peut être représenté comme une longue suite binaire, la même méthode peut être appliquée pour rendre le stockage de données anonymes et éviter la transmission de données sous copyright.

## Autres réseaux anonymes
- GNUnet : réseau P2P et F2F anonyme avec partage de fichier. Logiciel multifonctions et multiplateforme. (Projet GNU, écrit en C).